# Client (applicatie)
Een client is een applicatie of een computersysteem met toegang tot een ander systeem, de server, via een netwerk. Men spreekt hierbij van een client-servermodel. De client neemt initiatief tot communicatie met de server met als doel bijvoorbeeld het opvragen van gegevens, het overdragen van gegevens of het uitvoeren van een actie op de server. Het begrip wordt zowel gebruikt voor een programma dat communiceert met een serverprogramma, als voor een volledige machine die van de diensten van een server gebruikmaakt.
Doorgaans bestaat een clientprogramma onder andere uit een gebruikersinterface, zoals een grafische gebruikersinterface (GUI), en is het voor de eindgebruiker totaal transparant, welk deel van het werk door de client wordt verricht, en welk deel door de server. Vaak bevindt de client zich op een andere computer dan de server, maar hij kan zich net zo goed op dezelfde computer bevinden. Voorbeelden van clients zijn e-mailclients en webbrowsers.
De Client applicatie is vaak het front-end development onderdeel van een applicatie. De front-end ontwikkeling is het programmeren van de “voorkant” van de applicatie. De voorkant is datgene wat zichtbaar is voor de bezoeker van bijvoorbeeld een website: de afbeeldingen, de layout, het lettertypen, kortom het dashboard van de gebruiker.
Onder clients worden dus ook complete machines verstaan die gebruikmaken van de diensten van een machine die als server dient, zoals een printerserver. De thin client en de terminal zijn hierbij clients die zelf over zeer weinig bronnen beschikken, en zeer sterk afhankelijk zijn van de server, die het verwerken van data voor zijn rekening neemt.
Het tegengestelde van deze thin client is de thick client. Hij beschikt wel over voldoende bronnen en verwerkt de data zelf. Hier hangt wel aan vast dat het netwerkverkeer toeneemt, aangezien meer gegevens (nl. de data) over het netwerk worden verstuurd.